# Sejřek
Sejřek (deutsch Seiersch, auch Seyrek) ist eine Gemeinde in Tschechien. Sie liegt 15 Kilometer südöstlich von Bystřice nad Pernštejnem und gehört zum Okres Žďár nad Sázavou.

## Geographie
Sejřek befindet sich auf einer Hochfläche rechtsseitig über der Einmündung der Nedvědička in die Svratka in der Böhmisch-Mährischen Höhe. Nördlich erhebt sich der Stráž (585 m), jenseits des Nedvědička-Tales liegt die Burg Pernštejn. Im Norden und Osten führt die Bahnstrecke von Tišnov nach Bystřice nad Pernštejnem durch die Täler der Svratka und Nedvědička.
Nachbarorte sind Pernštejn im Norden, Nový Dvůr, Mansberk und Nedvědice im Nordosten, Černvír, Křížovice und Běleč im Osten, Doubravník und Maňová im Südosten, Rakové und Klokočí im Süden, Olší und Moravecké Pavlovice im Südwesten, Bor im Westen sowie Věžná im Nordwesten.

## Geschichte
Die erste urkundliche Erwähnung des zur Herrschaft Pernštejn gehörigen Dorfes Sejřek erfolgte im Jahre 1350. Sejřek war Sitz eines Richters, dem auch die Dörfer Jámy, Bor, Pernštejnské Jestřabí, Husle und Klokočí unterstanden. Im 17. Jahrhundert wurde auch Střítež dem Sejřeker Richter zugewiesen.
Nach der Aufhebung der Patrimonialherrschaften bildete Sejřky/Seyrek mit dem Ortsteil Mannsberg ab 1850 eine Gemeinde im Bezirk Brünn. 1897 kam sie zum Bezirk Tišnov. 1947 wurde die Gemeinde dem Okres Bystřice nad Pernštejnem zugeordnet. 1961 wurde Bor eingemeindet und die Gemeinde kam zum Okres Žďár nad Sázavou. 1976 verlor Sejřek die Eigenständigkeit und an Nedvědice angeschlossen. Seit 1990 besteht die Gemeinde wieder.

## Ortsgliederung
Die Gemeinde Sejřek besteht aus den Ortsteilen Bor (Boor) und Sejřek (Seiersch) sowie den Ansiedlungen Mansberk (Mannsberg) und Nový Dvůr (Neuhof). Grundsiedlungseinheiten sind Bor, Mansberk und Sejřek.
Das Gemeindegebiet gliedert sich in die Katastralbezirke Bor u Nedvědice und Sejřek.

## Sehenswürdigkeiten
- Burg Pernštejn

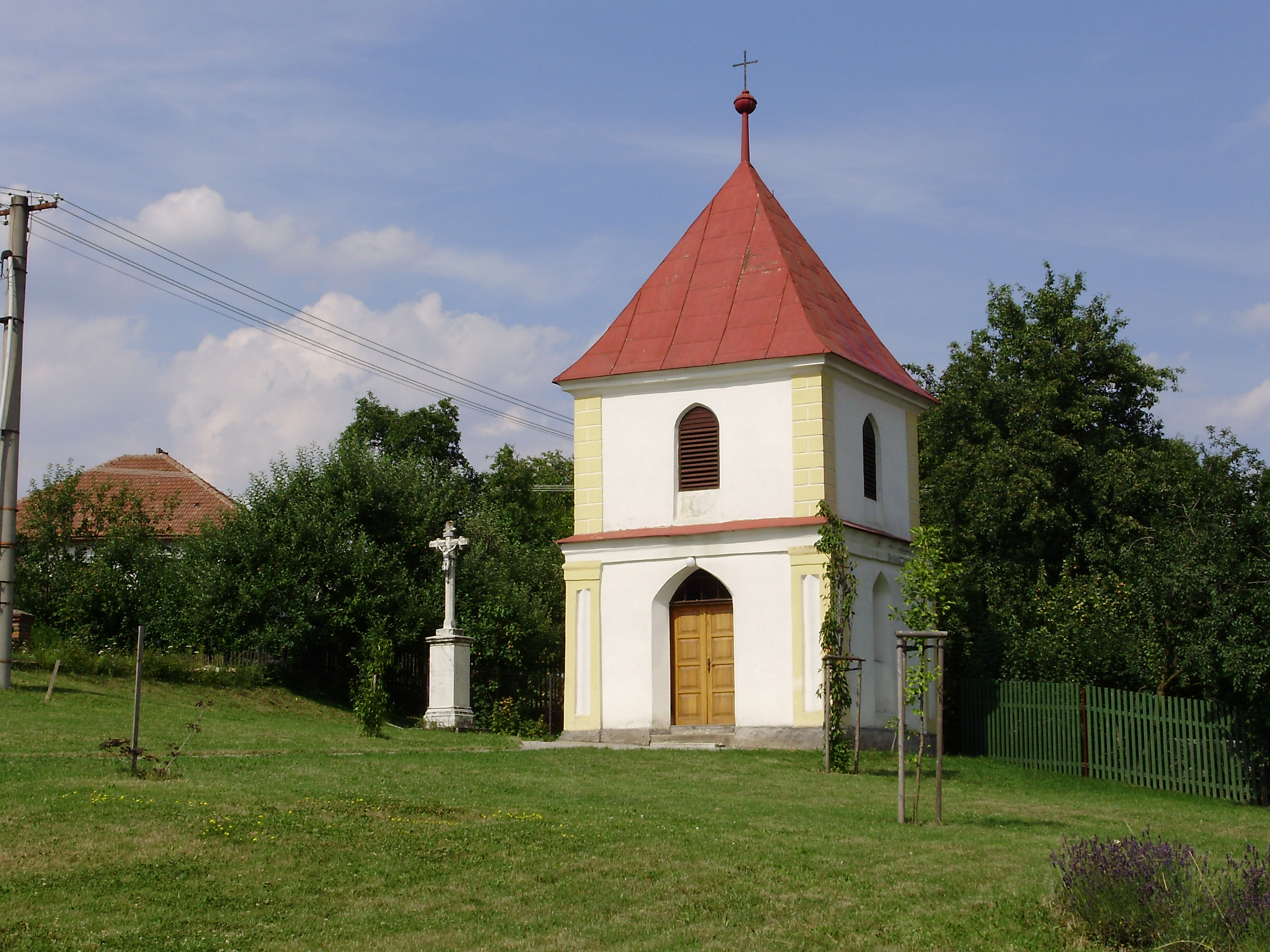
Kapelle der hl. Anna

- Sühnekreuz aus weißem Marmor, am Bach nahe dem Kuhstall, nach alten Überlieferungen sollen sich an seiner Stelle zwei eifersüchtige Schafscherer gegenseitig umgebracht haben
- Kapelle der hl. Anna
- marmornes Kruzifix aus dem Jahre 1870, neben der Kapelle

## Söhne und Töchter der Gemeinde
- Jiří Krytinář (1947–2015), tschechischer Schauspieler